# Lambres-lez-Douai
Lambres-lez-Douai è un comune francese di 5 256 abitanti situato nel dipartimento del Nord nella regione dell'Alta Francia.

## Società

### Evoluzione demografica
Abitanti censiti